# Estadio Avanhard (Úzhgorod)
El estadio Avanhard (en ucraniano: Стадіон «Авангард») es un estadio multiusos de Úzhgorod, Ucrania. Fue inaugurado en 1952, tiene una capacidad de 12 000 espectadores y está dedicado, principalmente, a la práctica del fútbol. El estadio fue sede del club local FC Hoverla Uzhhorod.

## Historia
El estadio fue construido en 1952 y renovado en el 2005. El tamaño del campo es de 104x68 m. Los arquitectos fueron Yevhen Valts, Emil Egresi y Sandor Kavac. Actualmente el estadio es propiedad principalmente por el gobierno municipal. En 2012 el estadio fue arrendado al mejor club de fútbol regional, el Zakarpattia Uzhhorod para los próximos 20 años.
La selección de Ucrania también ha disputado partidos en el estadio Avanhard. El primer partido oficial amistoso de Ucrania fue contra la selección nacional de Hungría el 29 de abril de 1992 en un encuentro que los húngaros vencieron 1-3.

## Imágenes

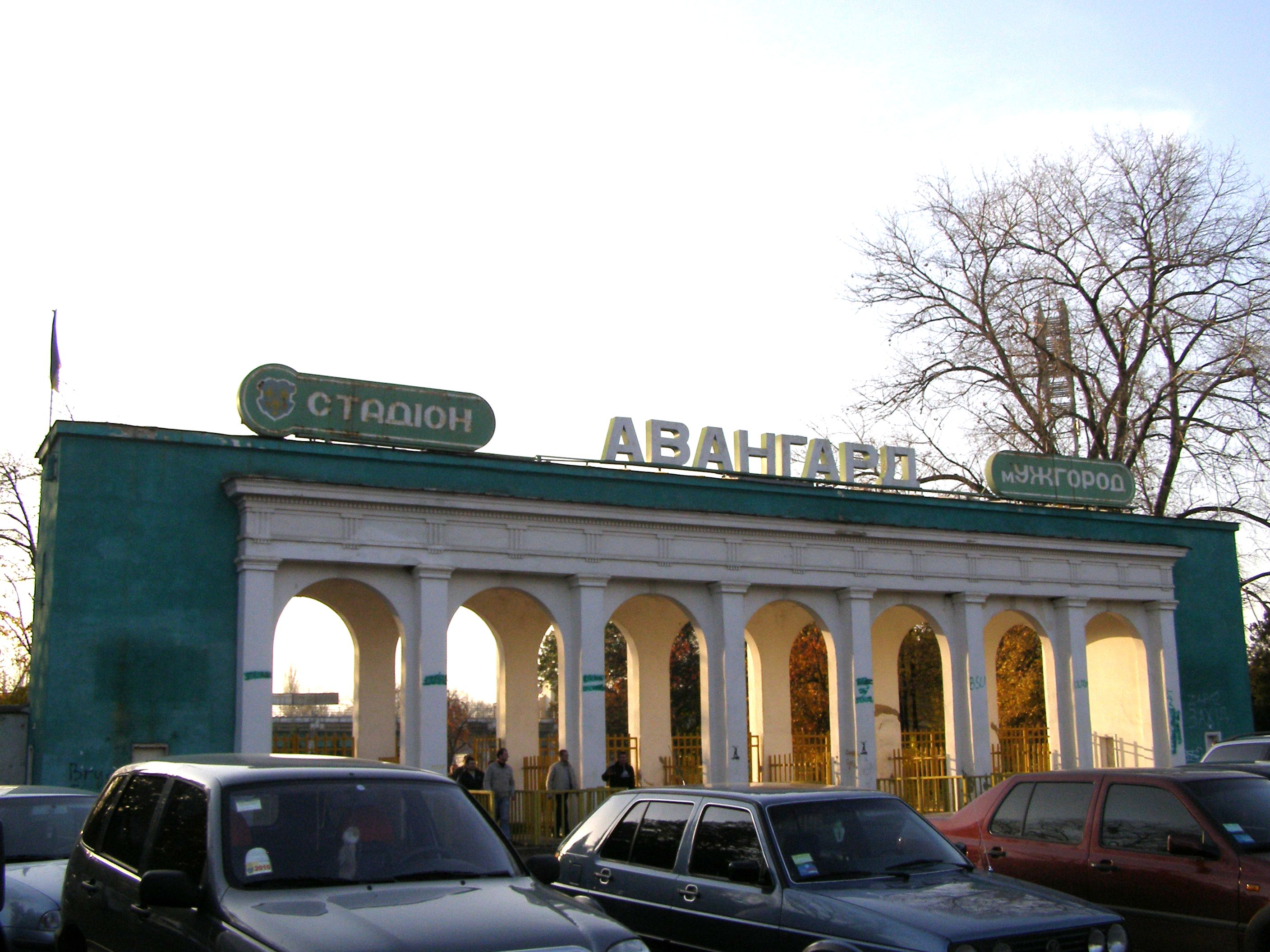
Entrada al estadio.
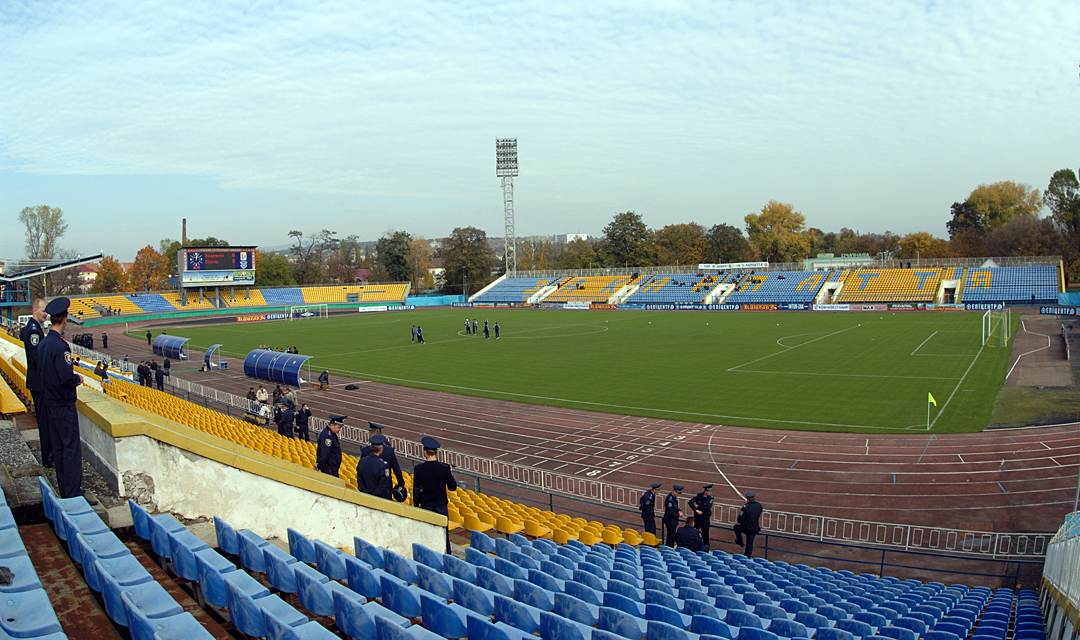
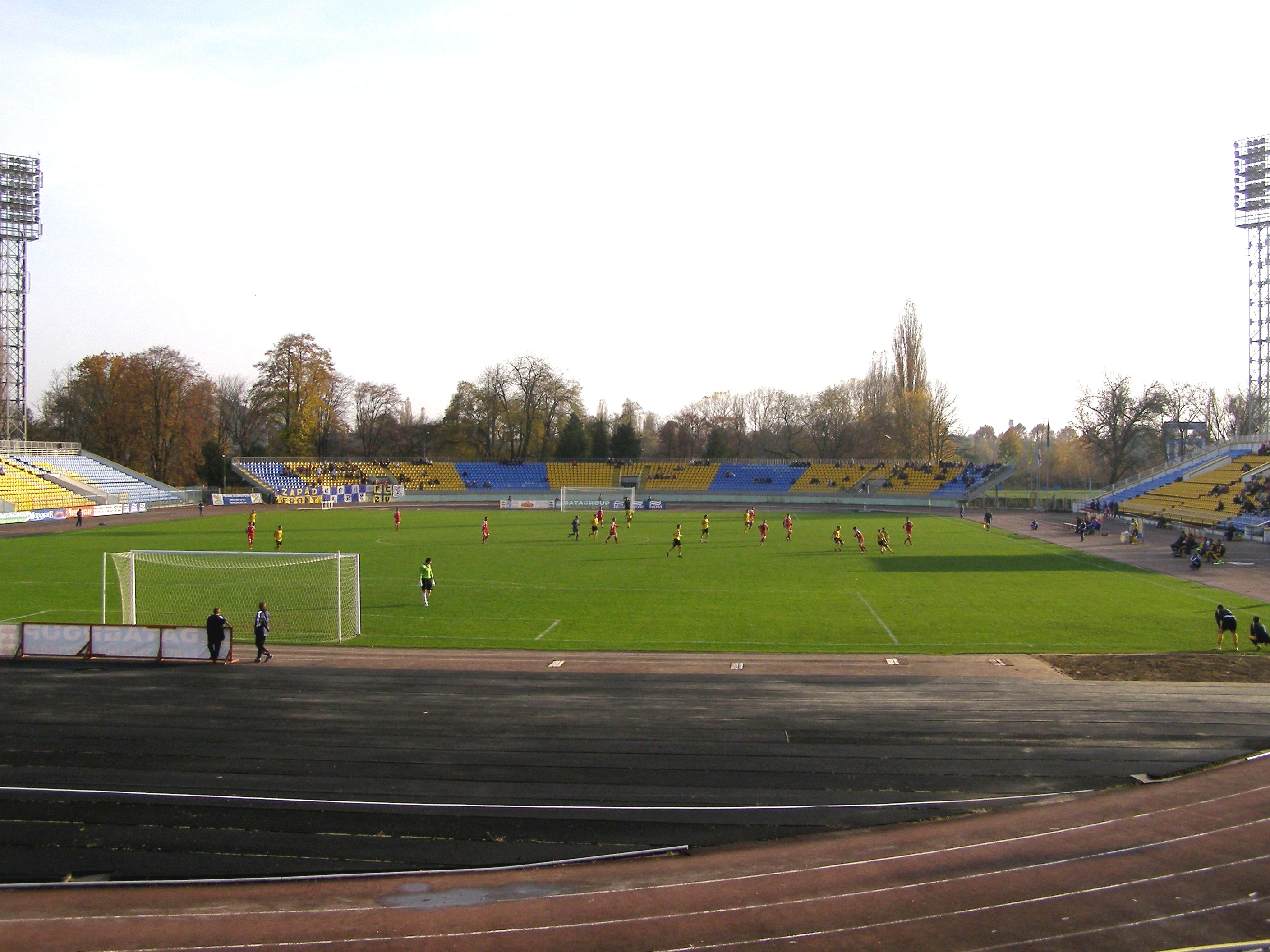
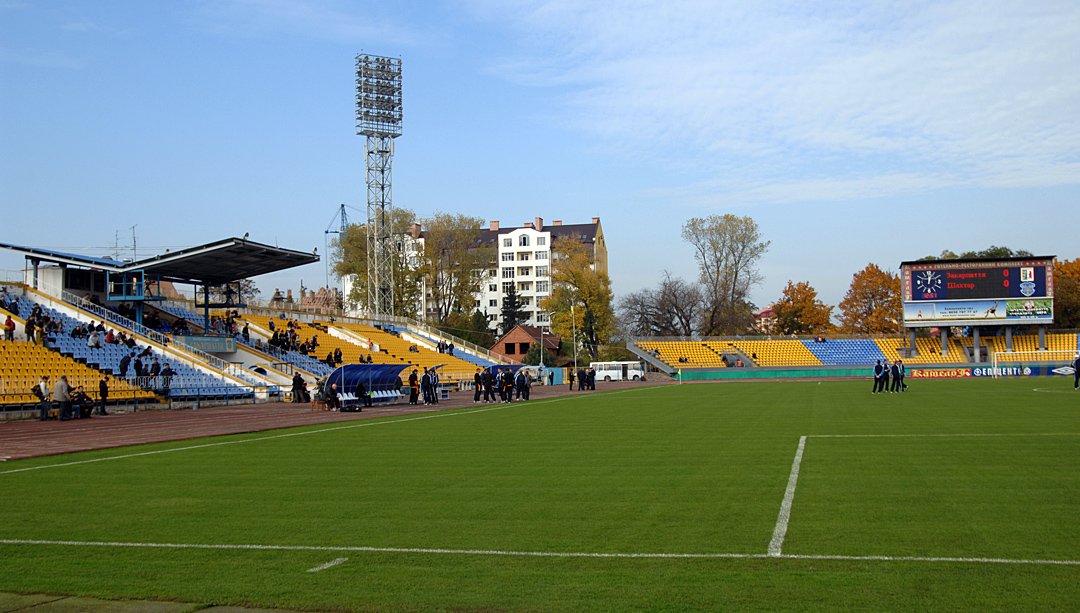